# セレブレイション・イン・ソング
『セレブレイション・イン・ソング』（A Celebration in Song）は、2008年にリリースされたオリビア・ニュートン＝ジョンのスタジオ・アルバムである。

## 収録曲
1. あなたのそばで - Right Here with You
  - デルタ・グッドレムとのデュエット。
2. ファインド・ア・リトル・フェイス - Find a Little Faith
  - クリフ・リチャードとのデュエット。
3. 勇気を持って - Courageous
  - メリンダ・シュナイダーとのデュエット。
4. ハート・ノウズ - The Heart Knows
  - バリー・ギブとのデュエット。
5. エヴリシング・ラヴ・イズ - Everything Love Is
  - ジミー・バーンズとのデュエット。
6. イズ・イット・アメイジング - Is It Amazing
  - サンとのデュエット。
7. ネヴァー・ファー・アウェイ - Never Far Away
  - リチャード・マークスとのデュエット。
8. サンバーンド・カントリー - Sunburned Country
  - キース・アーバンとのデュエット。
9. レックレス - Reckless
  - ジョン・ファーラーとのデュエット。
10. エンジェル・イン・ザ・ウィングス - Angel in the Wings
  - ジャン・アーデンとのデュエット。
11. ウォーター・イズ・ワイド - Water is Wide
  - エイミー・スカイとのデュエット。
12. ビューティフル・シング - Beautiful Thing
  - ベリンダ・エメットとのデュエット。